# Deprea
Deprea é um género botânico pertencente à família Solanaceae.